# Y̌
Cette page contient des caractères spéciaux ou non latins. S’ils s’affichent mal (▯, ?, etc.), consultez la page d’aide Unicode.
Y̌ (minuscule : y̌), appelé Y caron, est un graphème qui a été utilisé dans la romanisation de l’alphabet devanagari. Il s’agit de la lettre Y diacritée d’un caron.

## Utilisation
La lettre y caron ‹ y̌ › peut être utilisée pour translittérer la lettre devanagari ya lourd ‹ ॺ ›, par exemple pour le sanskrit védique कुर्ॺात् ‹ kury̌āt › (कुर्यात् ‹ kuryāt › dans d’autres dialectes).
Le y caron ‹ y̌ › est utilisé dans la romanisation du kurde (conçue en 1987) utilisée par Service des bibliothèques (sv) suédois pour translittérer le yā petit v suscrit ‹ ێ ›, par exemple pour transcrire ھەولێر ‹ Hawly̌r › (Erbil, écrit ‹ Hewlêr › en kurde).

## Représentations informatiques
Le Y caron peut être représenté avec les caractères Unicode suivants :
- décomposé (latin de base, diacritiques) :

| formes    | représentations | chaînes de caractères | points de code | descriptions                                |
| --------- | --------------- | --------------------- | -------------- | ------------------------------------------- |
| majuscule | Y̌               | Y◌̌                    | U+0059 U+030C  | lettre majuscule latine y diacritique caron |
| minuscule | y̌               | y◌̌                    | U+0079 U+030C  | lettre minuscule latine y diacritique caron |